# Ethnologue
The Ethnologue: Languages on the World (El etnólogo: lenguas del mundo, en español) es una publicación impresa y virtual de SIL International, una organización cristiana evangélica de servicios lingüísticos que estudia las lenguas más conocidas para proveer de servicios misioneros a sus hablantes en los Estados Unidos.

## Visión general
Como se indica en el prefacio de la obra, no existe un consenso sobre los criterios que determinan qué es una lengua y qué es un dialecto. Ethnologue sigue unos criterios lingüísticos generales basados principalmente en la inteligibilidad mutua.
Además de un nombre principal para la lengua, Ethnologue suele proporcionar una selección de nombres alternativos utilizados por hablantes, gobiernos o naturales de países vecinos para denotar la lengua o sus dialectos. También se contemplan nombres históricos, sin considerar cuestiones de oficialidad, corrección política o connotaciones negativas.

## Historia
La primera edición del trabajo fue publicada en 1951 por SIL International.
En 1984, Ethnologue publicó un sistema de identificación de idiomas en forma de código de tres letras al que denominó «código SIL». El conjunto de códigos excedió significativamente el alcance de otros estándares, como el ISO 639-1 y el ISO 639-2. La 14.ª edición, publicada en 2000, incluye 7148 códigos de idioma.
En 2002, Ethnologue recibió una solicitud para colaborar con la Organización Internacional de Normalización (ISO) para integrar sus códigos en un borrador de norma internacional. La 15.ª edición de Ethnologue fue la primera que utilizó este estándar, denominado ISO 639-3. En la actualidad, SIL sigue administrando la norma (según criterios establecidos por ISO), aunque de forma independiente de Ethnologue. Hay una sola discrepancia en el uso de la norma por parte de ISO y Ethnologue. ISO 639-3 considera el akán como una macrolengua que consta de dos lenguas: twi y fante, mientras que Ethnologue considera que el twi y el fante son dialectos de una lengua común, el akán, ya que son mutuamente inteligibles. Esta anomalía se debe a que la norma ISO 639-2 dispone de códigos diferentes para los idiomas twi y fante, que tienen tradiciones literarias separadas, y todos los códigos 639-2 para idiomas individuales se incorporan automáticamente a 639-3, incluso aunque los criterios de 639-3 no les asignaría normalmente códigos separados.
En 2014, con la 17.ª edición, Ethnologue introdujo un código numérico para el estado de un idioma mediante el marco EGIDS (Expanded Graded Intergenerational Disruption Scale, «Escala Expandida Graduada de Disrupción Intergeneracional»), a su vez basado en el GIDS de Joshua Fishman. En este sistema, los idiomas se puntúan entre 0 para una lengua internacional y 10 para una lengua extinta, o una lengua de la que nadie conserva un sentido de identidad étnica.
En diciembre de 2015, el sitio web de Ethnologue incorporó un muro de pago por el que los usuarios de países de ingresos altos que quisieran consultar más de siete páginas de datos en un mes tendrían que adquirir una suscripción. En 2019, Ethnologue «endureció» el muro de pago, deshabilitando las visitas de prueba.
En 2021, la 24a edición tenía 7.139 idiomas vivos.

## Críticas
Ethnologue no puede dejar de contener algunos errores, como es inevitable en una iniciativa de esta magnitud. Por ejemplo, al preparar la 14.ª edición se han agregado lenguas como el Chenoua mientras que se han suprimido otras supuestas lenguas como el Nemadi o el Wutana.[cita requerida]
Se ha discutido ocasionalmente la neutralidad de los criterios científicos usados por Ethnologue, en especial en lo relacionado con la Biblia y las religiones del Libro. Un caso destacado es la clasificación del árabe junto al hebreo como parte de las lenguas semíticas centrales del sur, distinguiéndolos del arameo, mientras que el consenso académico tiende a ver como más cercanos al hebreo y al arameo.[cita requerida]